# Арелатский собор (353)
Арелатский собор 353 года — арианский собор, претендовавший на статус поместного, созванный императором Констанцием II, который возможно лично присутствовал на нём. Собор осудил святителя Афанасия I Великого.
В Соборе принимали участие несколько галльских епископов, 2 легата Папы Римского Ливерия, а также епископ Мурсы Валент.
Под нажимом императора все присутствовавшие епископы, кроме епископа Треверского Павлина, подписали анафему святителю Афанасию, обвинив его в нарушении канонов, занятии магией и заговоре против императора.